# Górna
Górna – do 31 grudnia 1992 r. dzielnica miasta Łodzi, obejmująca jego południową część, licząca 71,9 km², zamieszkana przez ok. 160 tys. osób.
Utworzona w 1960 roku południowa dzielnica miasta (dotąd obszar Chojen i Rudy lub Południe) została nazwana od głównego rynku dzielnicy zwanego niegdyś Rynkiem Górnym (obecnie plac Reymonta). Formalnie od 1992 nie istnieje.

## Historia dzielnicy
Niektóre nazwy dzisiejszych osiedli Górnej takie jak: Komorzniki (obecnie Komorniki), Dąbrowa wymieniane są już w piśmie z 1332 roku.
Na początku XV wieku, kiedy Łódź przekształcała się w miasto, wokół niej znajdowały się wsie. Od końca XIV wieku (1398 roku) swoją historię wiodą m.in. Ruda Chocianowicka (Pabianicka) i Chachuła Młyn. Wieś Rokicie położona w dolinie Jasienia swoją historię rozpoczyna w 1411 roku. Nad rzeką z czasem powstało 28 gospodarstw i duży młyn. Pierwsze wzmianki o Chojnach Dużych i Chojnach Małych pochodzą z 1469 roku, kiedy to obie wsie miały wejść do parafii rzgowskiej.
W 1793 roku Feliks Górski, właściciel Chojen, założył w północnej ich części osadę Dąbrowa, zasiedloną głównie przez osadników pochodzenia niemieckiego. Jej granicę zachodnią stanowiło Rokicie, a północną na dużym odcinku rzeka Dąbrówka (biegła nieco na południe od DH Uniwersal), rozdzielająca dominium chojeńskie od łódzkich dóbr biskupstwa włocławskiego, przejętych w 1793 roku na własność skarbu pruskiego. Na początku XIX wieku wytyczono tam drogę do Wiskitna, która później otrzymała nazwę ulicy Rzgowskiej i prowadziła od Górnego Rynku w Łodzi (obecnie plac Reymonta). Ważne miejsce w strukturze osady Dąbrowa zajmowała droga polna biegnąca na linii wschód – zachód. Na jej bazie powstała później ulica gen. Jarosława Dąbrowskiego.
Dzielnica administracyjna Górna została powołana z dniem 1 stycznia 1960 jako jedna z 5 ówcześnie ustanowionych dzielnic Łodzi. Powstała z połączenia istniejących od 1954 dzielnic Ruda i Chojny po odłączeniu części ich północnych obszarów na rzecz dzielnic Śródmieście, Polesie i Widzew.
W skład dzielnicy weszły obszary:
dawnej gminy Chojny, z należącą do niej wsią Dąbrowa; część gminy Chojny już od 1915 leżała w granicach administracyjnych miasta Łodzi;
dawnej wsi Rokicie wraz z kolonią Rokicie Nowe, których znaczne fragmenty również od 1915 należały do obszaru Łodzi
dawnego miasta Ruda Pabianicka
wsi Chocianowice
wsi Jędrzejów, Młynek Wiskicki i Wiskitno-Ogród oraz część wsi Olechów Mały z gminy Wiskitno
Ponadto dzielnica Górna objęła fragment historycznej Łodzi rękodzielniczej, założony w latach 1826–1827 jako Kolonia Nowa Łódka lub Czeska Kolonia – jest to obszar położony po obu stronach ul. Przybyszewskiego na odcinku od ulicy Piotrkowskiej do ulicy Łęczyckiej, ograniczony od północy ulicą Milionową zaś od południa dolinką rzeczki Dąbrówki, stanowiącą niegdyś granicę Łodzi i Chojen.
Od 1 stycznia 1988 obszar dzielnicy został powiększony przez włączenie wsi:
- Wiskitno i Wiskitno A-Las z gminy Brójce
- Huta Szklana z gminy Andrespol
- Bronisin Stary z gminy Rzgów
- Łaskowice z gminy Pabianice.

## Rejony dzielnicy

Mapa obszarów SIM i osiedli administracyjnych Górnej

Obecnie w skład dzielnicy Górna wchodzi 8 osiedli administracyjnych:
| Osiedle administracyjne | Obszar SIM      | osiedla                                                                       |
| ----------------------- | --------------- | ----------------------------------------------------------------------------- |
| Chojny-Dąbrowa          | Chojny          |                                                                               |
| Chojny-Dąbrowa          | Dąbrowa         | Kowalszczyzna, Młynek, Os. Tysiąclecia Państwa Polskiego, Os. J. Dąbrowskiego |
| Chojny                  | Stare Chojny    | Chojny Zatorze, Komorniki, Nowe Górki, Stare Górki, Józefów                   |
| Górniak                 | Górniak         |                                                                               |
| Piastów-Kurak           | Kurak           | Os. Piastów, Os. 1 Maja                                                       |
| Rokicie                 | Nowe Rokicie    |                                                                               |
| Rokicie                 | Rokicie         |                                                                               |
| Ruda                    | Ruda Pabianicka |                                                                               |
| Nad Nerem               | Chocianowice    | Charzew                                                                       |
| Nad Nerem               | Łaskowice       |                                                                               |
| Wiskitno                | Wiskitno        | Wiskitno A-Las, Huta Szklana, Bronisin, Jędrzejów                             |

## Na terenie dzielnicy

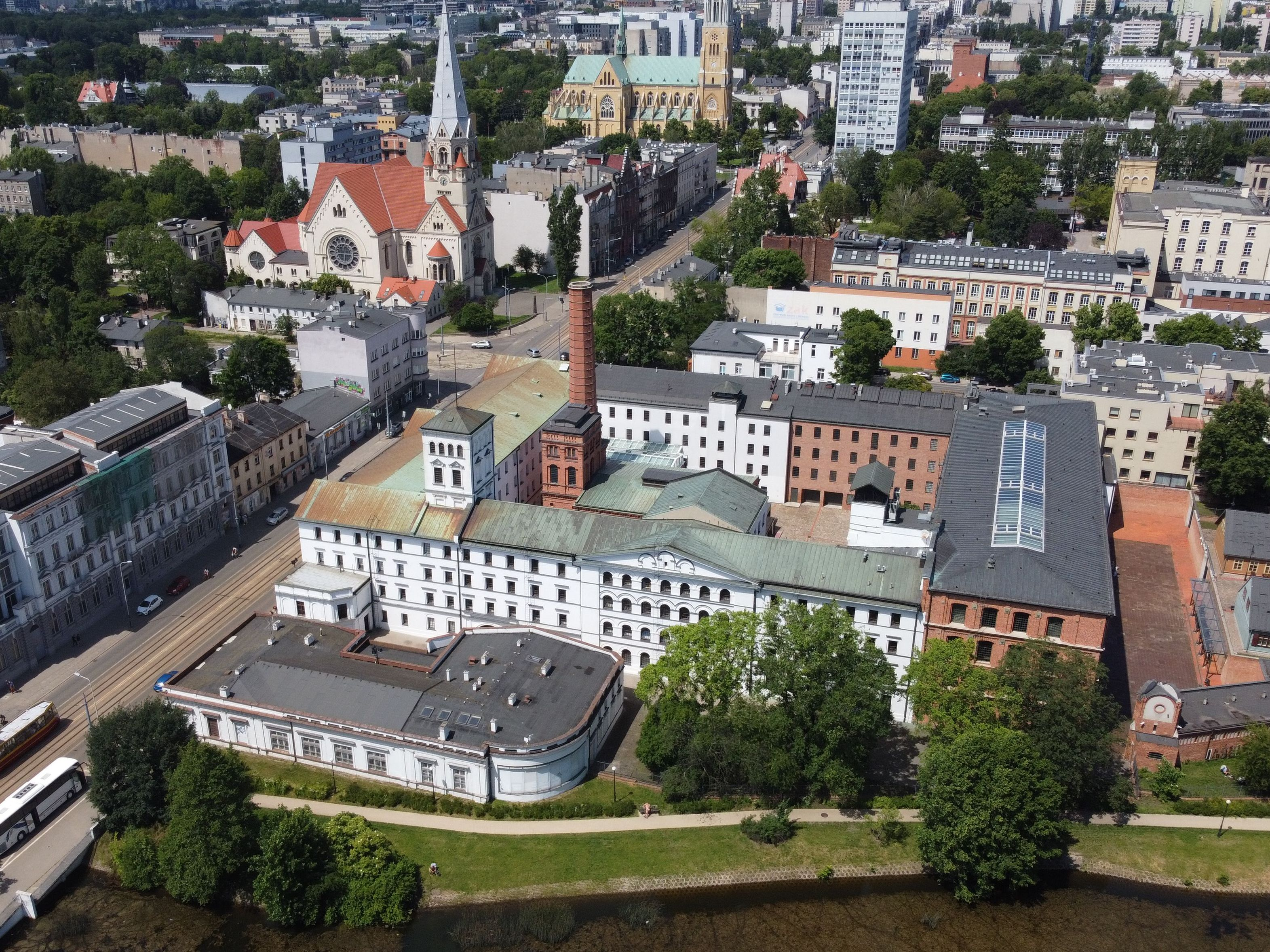
Biała fabryka Geyera

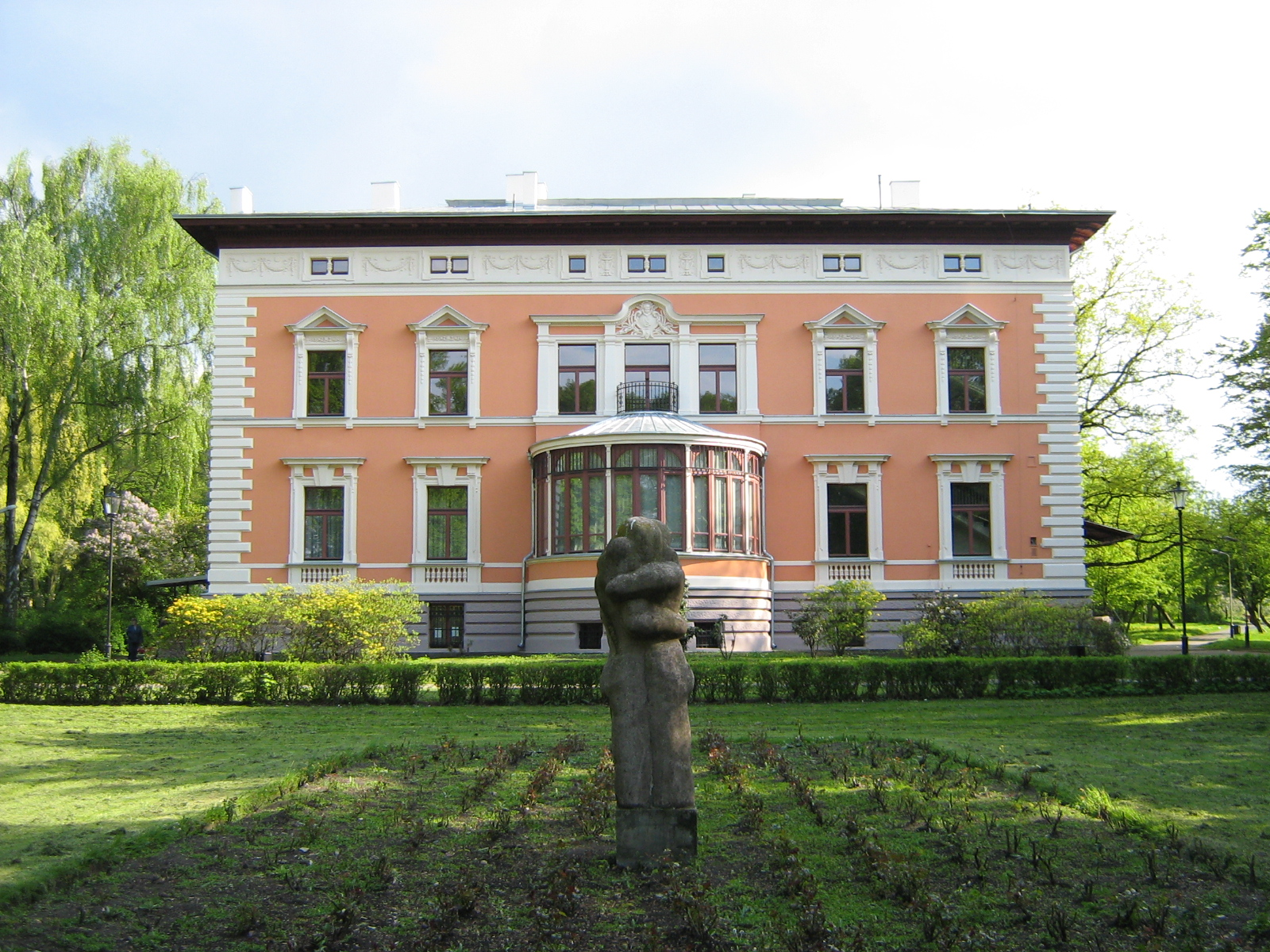
Dawniej willa Ernesta Leonarda, dziś budynek USC Łódź Górna w Parku im. Legionów

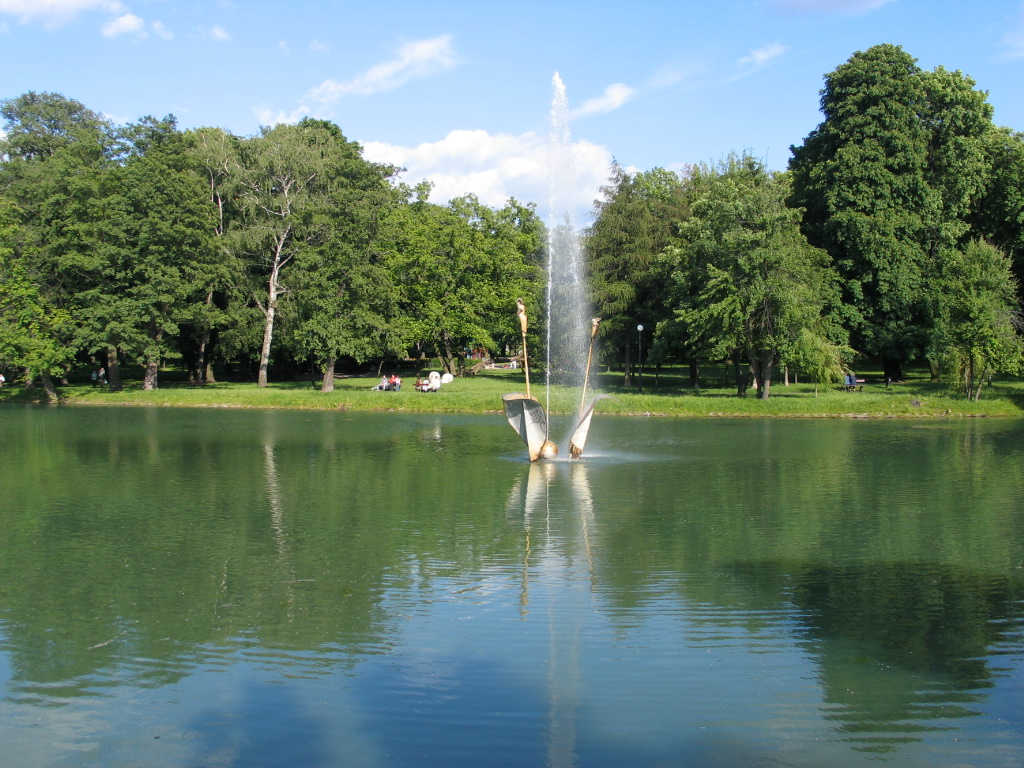
Park im. Władysława Reymonta

### Ośrodki kultury
Przy ulicy Siedleckiej 1 znajduje się Ośrodek Kultury Górna. Działalność kulturalną prowadzą tam między innymi Grupa Literacka Centauro, Zespół Tańca i Piosenki Akcent.
Do 30 czerwca 2012 – przy al. Politechniki 17 – funkcjonowała filia tego ośrodka, pod nazwą Energetyk. Prowadzono w niej m.in. zajęcia plastyczne, naukę gry na gitarze, tańca nowoczesnego, karate i jogi, a dla okolicznych szkół zajęcia teatralne, projekcje filmów i wykłady okolicznościowe. Po jej rozwiązaniu zajęcia w niej prowadzone przeniesiono do głównej siedziby ośrodka przy ul. Siedleckiej oraz na Olechów.

### Zabytki

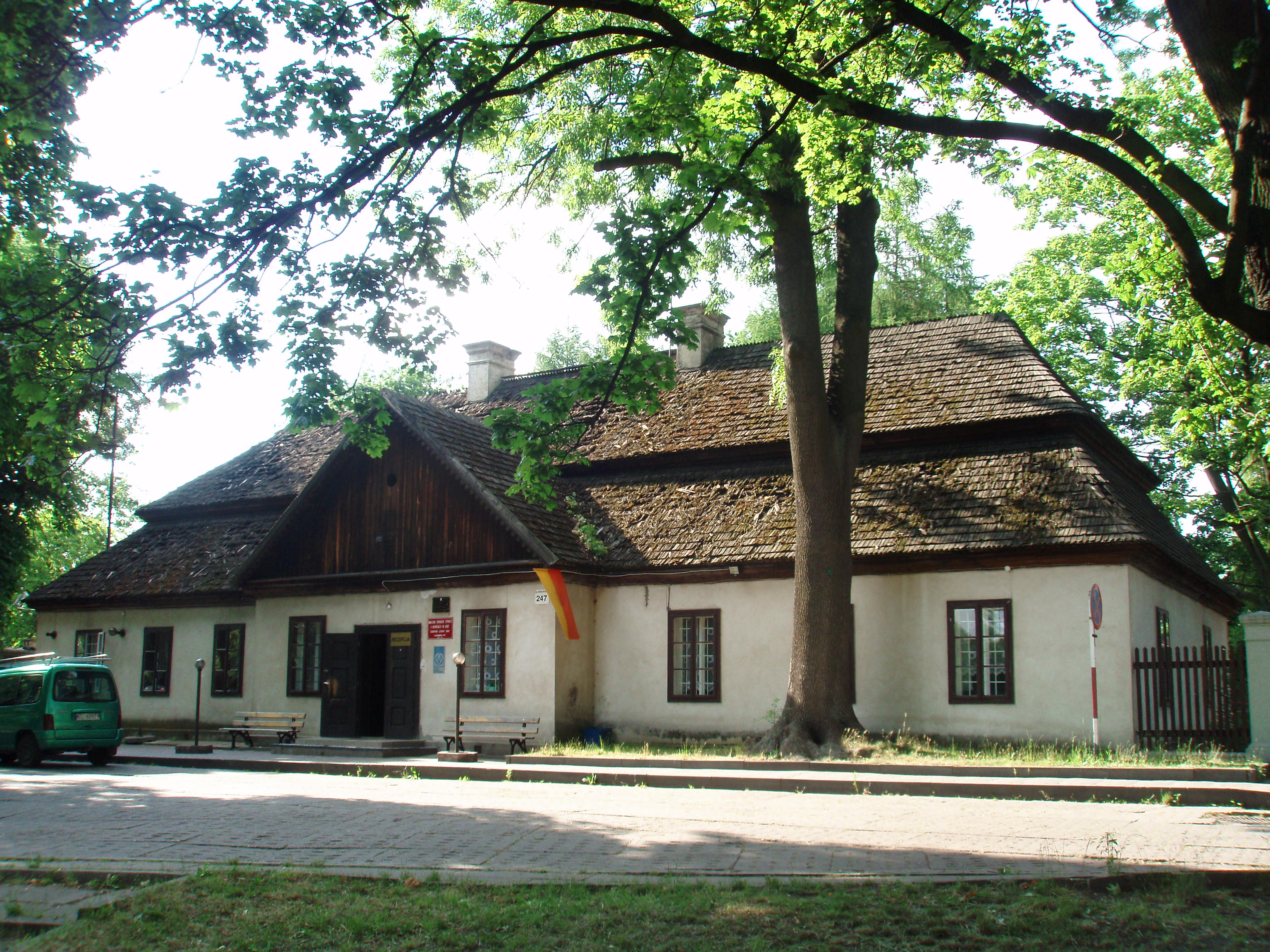
Ulica Rzgowska 247, zabytkowy budynek Dwór Benedykta Górskiego

- Biała Fabryka Ludwika Geyera (mieści się w niej Centralne Muzeum Włókiennictwa)
  - Kościół w skansenie łódzkiej architektury drewnianej
- pałac braci Karola i Emila Steinertów
- dworek Ludwika Geyera
- zespół fabryki Ludwika Geyera, ul. Piotrkowska 293-305
- fabryka braci Stolarow
- fabryka Adama Ossera
- zespół willowo-ogrodowy Juliusza Müllera przy, ul. Senatorska 6
- modernistyczny gmach przychodni miejskiej
- kościół św. Wojciecha Biskupa Męczennika
- kościół Przemienienia Pańskiego
- dwór Benedykta Górskiego
- park Reymonta
- park im. Legionów
- willa Hüfferów
- zespół willi Leona Akarta, ul. Wróblewskiego 38
- willa Ferdynanda Königa, ul. Pabianicka 49
- willa Artura Meistra, ul. Pabianicka 152/154
- zespół willi Siemensa, ul. Pabianickia 180/182
- zespół willi Habika, ul. Pabianickia 238
- budynek dawnego pensjonatu Teodora Steigerta, ul. Popioły 49/51

### Cmentarze
- cmentarz katolicki św. Franciszka przy ul. Rzgowskiej 156/158
- cmentarz katolicki św. Wojciecha przy ul. Kurczaki 81
- cmentarz ewangelicko-augsburski św. Mateusza przy ul. Sopockiej 18
- cmentarz katolicki na Rudzie Pabianickiej przy ul. Mierzejowej 1

### Szpitale
- Instytut „Centrum Zdrowia Matki Polki”
- im. M. Kopernika
- im. św. Jana Bożego[7]
- Ośrodek Rehabilitacji Kardiologicznej na Rudzie

### Uczelnie
- Wyższa Szkoła Informatyki WSInf
- Wyższa Szkoła Studiów Międzynarodowych WSSM

### Obszary zieleni miejskiej
- Las Ruda-Popioły
- 1 Maja
- im. H. Dubaniewicza (d. Park Młodości)
- im. J. Dąbrowskiego
- przy ul. Leczniczej
- im. J. Słowackiego, d. park Wenecja, miejsce pierwszego objawienia św. Faustyny Kowalskiej
- im. Legionów (d. park Hibnera)
- na Młynku
- Sielanka
- Stawy Jana
- im. Wł. Reymonta
- im. T. Rejtana
- im. św. Maksymiliana Marii Kolbego położony pomiędzy ulicami Tatrzańską i Lucjana Rydla
- przy ul. Brójeckiej położony w Wiskitnie pomiędzy ulicami Kolumny i Brójecką, ma status parku wiejskiego.
- przy ulicy Konnej – położony w Rudzie Pabianickiej pomiędzy ulicami Konną, Wyścigową, Ksawerowską a Długą.
- przy ul. Rudzkiej; to obszar około 6 hektarów położony w Rudzie Pabianickiej pomiędzy ulicami Rudzką a Narwik, nad rzeką Ner.
- Skrzywana

### Rzeki
- Augustówka – dopływ Olechówki (częściowo także w dzielnicy Widzew),
- Dobrzynka – dopływ Neru,
- Gadka – dopływ Neru,
- Jasień – dopływ Neru (częściowo także w dzielnicy Widzew),
- Ner (częściowo także w dzielnicy Widzew),
- Olechówka – dopływ Jasienia (częściowo także w dzielnicy Widzew).

### Ośrodki wypoczynkowe
- Stawy Jana
- Stawy Stefańskiego
- Młynek
- Ośrodek Sportu i Rekreacji Rudzka Góra (z torem saneczkowym i trasami dla rowerów górskich)

### Kluby sportowe
- Chojeński Klub Sportowy
- Rudzki Klub Sportowy
- Metalowiec Łódź
- Victoria Łódź
- Ner Łódzki

### Ulice
Najbardziej istotne arterie komunikacyjne przebiegające przez obszar Górnej to ulica Pabianicka rozpoczynająca się przy placu Niepodległości (gdzie z kolei kończy się ulica Piotrkowska), ulica Rzgowska mająca swój początek przy placu Reymonta oraz ulica generała Jarosława Dąbrowskiego odchodząca od ulicy Rzgowskiej na wschód, w kierunku Widzewa. Wiele znanych ulic Łodzi, podobnie jak słynna Pietryna (Piotrkowska), kończy się właśnie na Górnej, np. Wólczańska czy Jana Kilińskiego. Dla usprawnienia komunikacji między ulicą Rzgowską (przechodzącą następnie w DK 1) i Pabianicką (DK 14) istotne znaczenie ma otwarta 1 września 2014 r. Trasa Górna, która znacznie odciążyła wykorzystywane wcześniej połączenie ulicą Ignacego Jana Paderewskiego.
W części południowej ulicy Rzgowskiej znajduje się również ulica Kolumny biegnąca przez Wiskitno do Wiśniowej Góry oraz łącząca się po drodze z ulicą Tomaszowską. Ulica Kolumny jest jedną z najdłuższych łódzkich ulic (ok. 9,3 km) i posiada najwięcej w Łodzi numerów administracyjnych (najwyższy parzysty – 662, nieparzysty – 627). Z jej nazwą zwiana jest historia o Janie Mulinowiczu.

### Inne
- Port lotniczy Łódź im. Władysława Reymonta (częściowo także w dzielnicy Polesie)
- Elektrociepłownia EC 4
- Hipermarkety: Praktiker, Centrum Handlowe Guliwer z hipermarketem Carrefour, Tesco i Castorama
- Szkoła Europejska z Oddziałem Matur Międzynarodowych
- Buddyjski Ośrodek Medytacyjny Diamentowej Drogi[8]
- Sala Zgromadzeń Świadków Jehowy[9]